# Mehndī

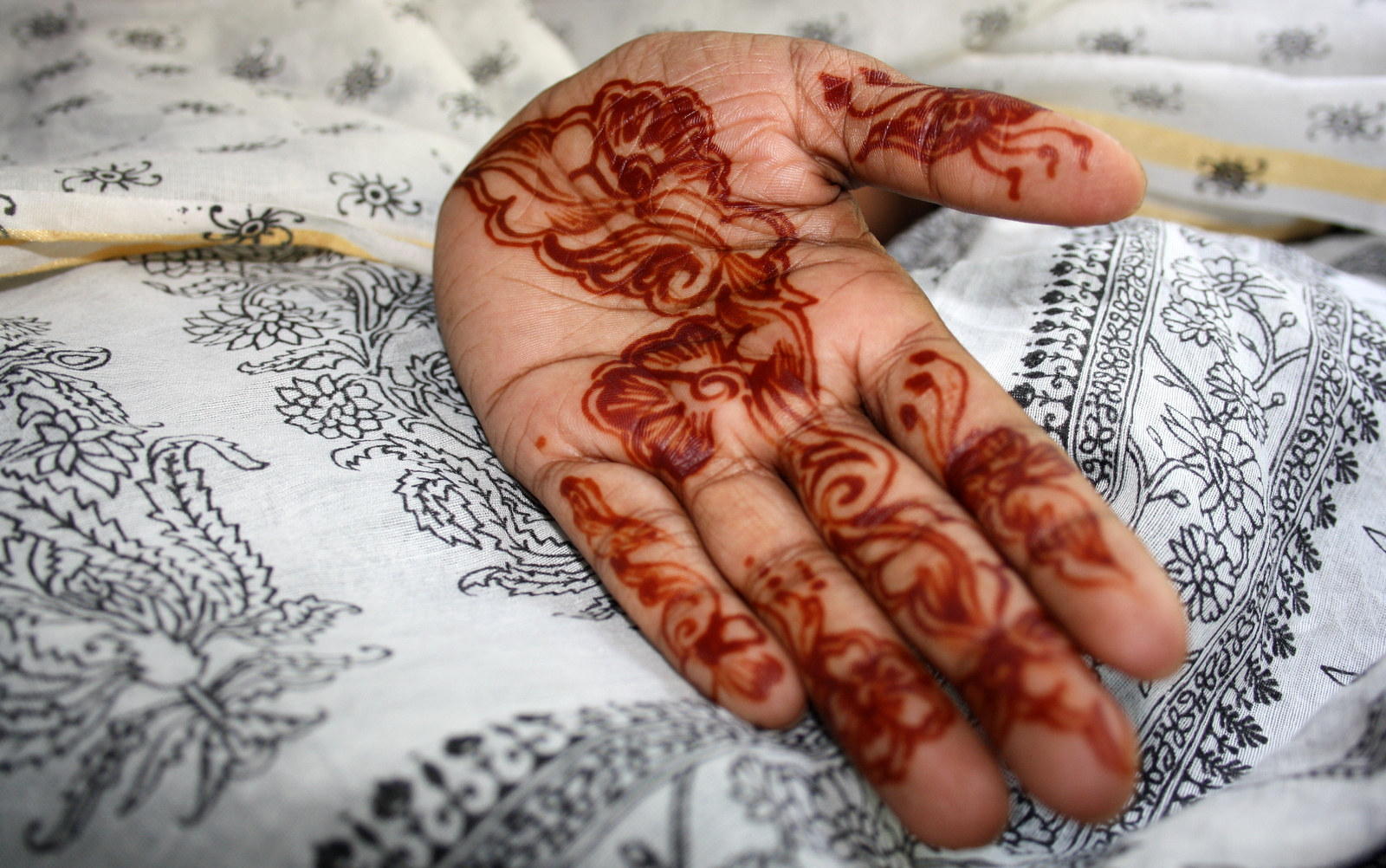
Mehndi ou tatouage au henné sur la main

Le mehndī (de l'hindi ou de l'ourdou मेहन्दी, mehndī), ou harqûs (au Maghreb) désigne habituellement l'art du dessin fait au henné sur la peau. 
Le mehndi est un équivalent éphémère du tatouage. Il est encore ou était populairement utilisé dans divers pays arabo-musulmans (Maghreb en particulier) et dans certaines parties de l'Asie.  
Au Bangladesh, au Cachemire et au Soudan, cette forme d'art corporel est utilisée lors des mariages pour les deux jeunes mariés. 
Au Rajasthan (Inde du nord-ouest), le mehndi est un art « folklorique », et il est courant que les femmes se fassent des dessins aussi raffinés que ceux des jeunes mariés.
Dans le Maghreb (Maroc, Algérie, Tunisie, Mauritanie notamment), le henné faisait traditionnellement partie de l'arsenal de la séduction féminine, en compléments de tatouages définitifs  (faits à l'aiguille et utilisant le bleu ergoté ou des encres noires), mais outre des fonctions esthétiques, il avait aussi des fonctions magiques et protectrices. En effet, certains de ces tatouages étaient censés non seulement protéger le porteur des esprits maléfiques, du mauvais sort ou autre mais pouvaient avoir aussi un but thérapeutique. Par exemple, en Afrique du Nord le tatouage de points disposés en forme de croix entre les sourcils était dit atténuer ou faire disparaitre les migraines.   
Aujourd'hui, la plante de henné est utilisée dans le traitement des ulcères de l'estomac et participe à la régulation de la température corporelle.

## Motifs

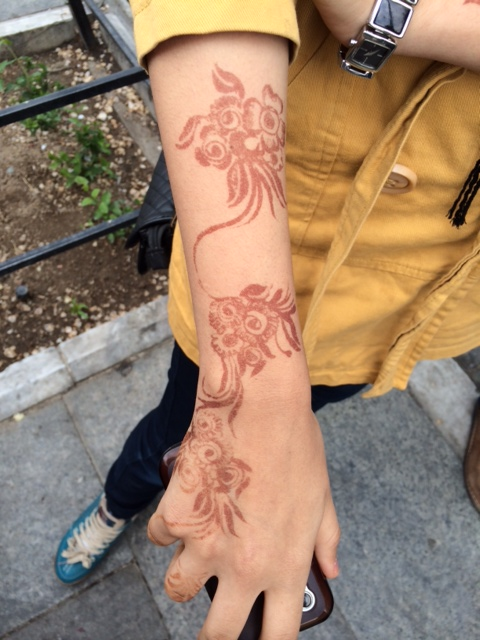
Tatouage éphémère au henné.

Le tatouage est dessiné en associant de nombreux signes traditionnels protecteurs, magiques ou prophylactiques , formant ou non des idéogrammes ou des signes pictographiques), plus ou moins symboliques, souvent appliqués par des vieilles femmes, selon une tradition familiale et d'appartenance à un groupe ethnique. 
Il peut potentiellement être appliqué sur tout le corps et aujourd'hui plus souvent sur les pieds et les mains (sous forme de tatouage traditionnel et de plus en plus sous forme de tatouage de fantaisie  plus ou moins complexes

Là où la peau est plus épaisse (plante des pieds par exemple), le pigment offre une coloration qui dure plus longtemps dans le temps.

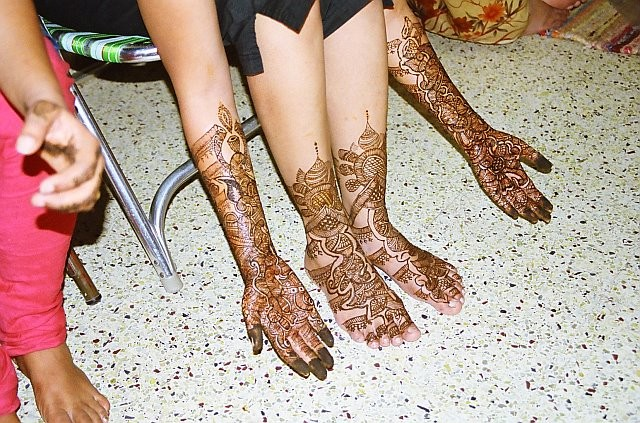
Tatouage éphémère au henné, sur les pieds

## Préparation de la pâte de henné

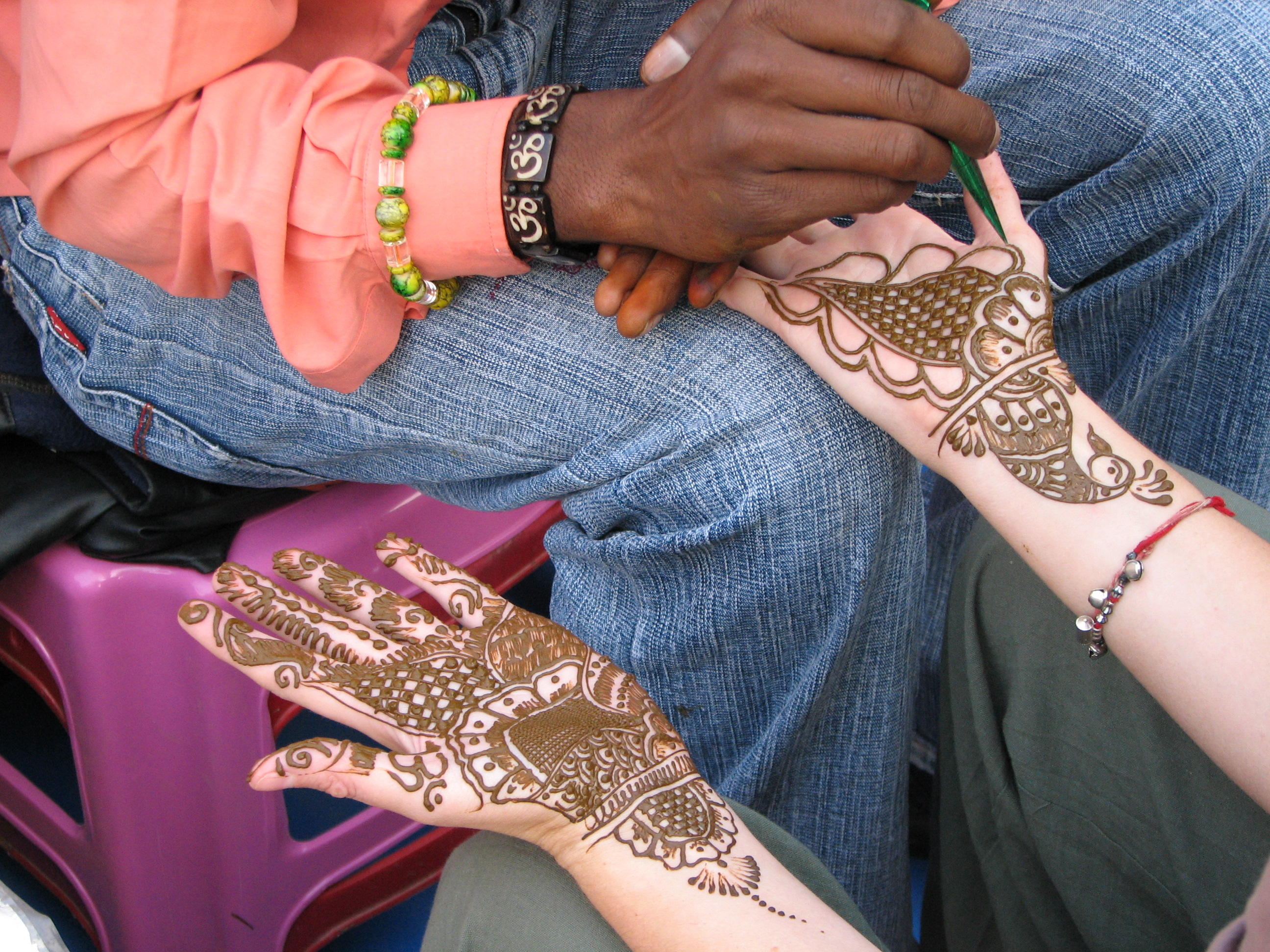
Mehndi en cours d'apposition.

Cette pâte de henné est effectuée par broyage des feuilles séchées de henné jusqu'à obtenir une poudre.
Selon les traditions, la poudre de couleur verte est mélangée avec de l'eau et avec l'indigo ou un liquide foncé (thé, café...) pour assombrir la couleur. On y ajoute aussi du jus de citron (pour libérer et fixer le colorant) et du sucre (pour l'uniformité de la pâte). 

## Application
La pâte obtenue est appliquée en dessins souvent très fins (à l'aide d'un bâton taillé en pointe (calame) ou d'une petite poche souple que l'on presse pour en faire sortir le contenu, voire d'une seringue). Depuis quelques années, des pochoirs ont fait leur apparition et permettent d'obtenir de jolis dessins tout faits.[anecdotique]
Le temps de contact avec la peau influant sur la tenue, la pâte est souvent laissée jusqu'à 6 heures avant d'être enlevée. Pour accroître la pénétration du colorant, le tatoué évite de se laver durant encore plusieurs heures si cela est possible.

## Persistance du tatouage

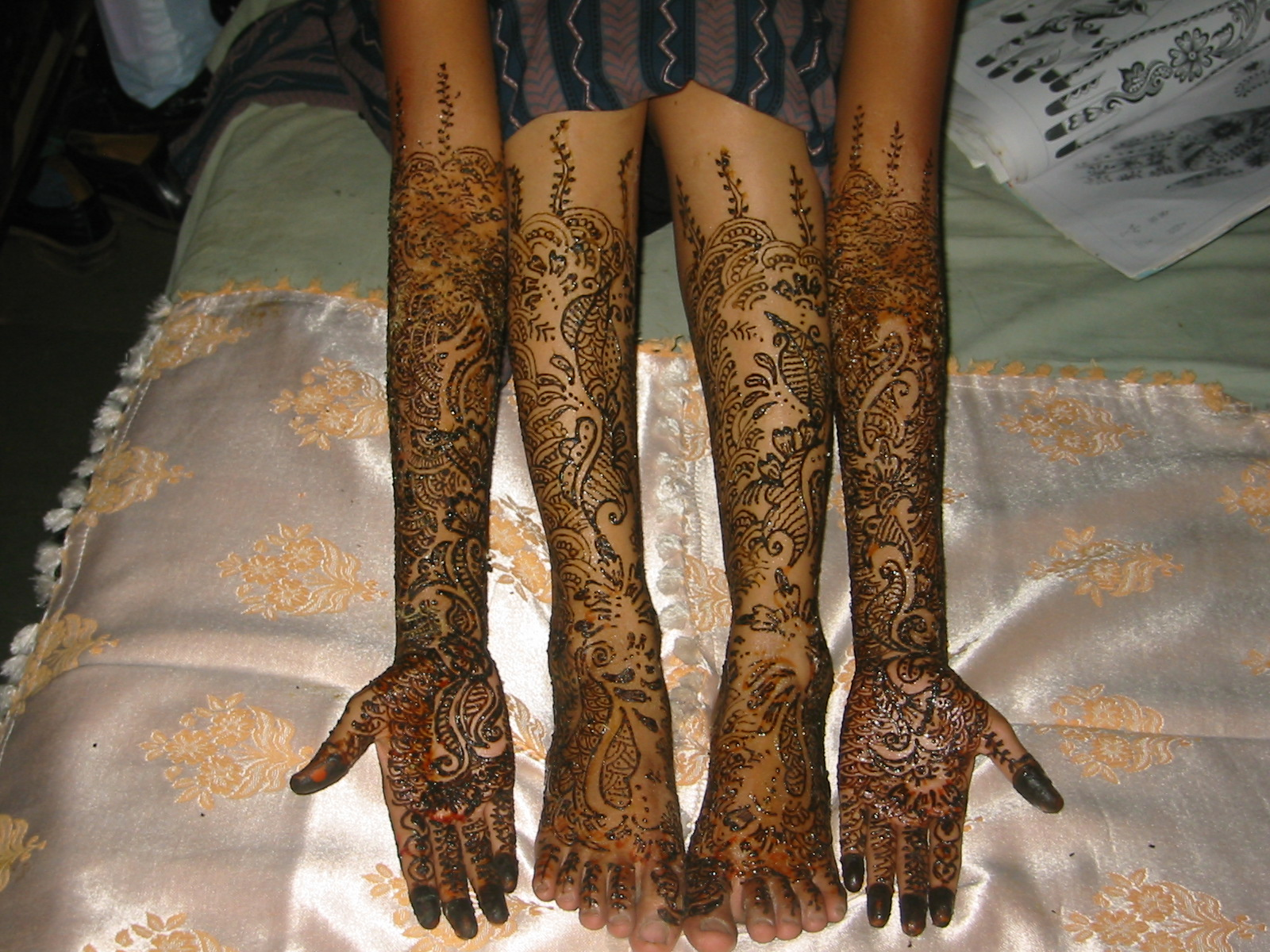
Mehndi terminé sur les bras et les jambes, Gujarat, Inde.

Il persistera de quelques jours à deux semaines selon le temps de séchage et selon la nature de la peau (la transpiration ou la chaleur favorise la décoloration), le rouge-brun évoluant vers l'orange avant de disparaitre. Dans les zones comme la paume de la main ou le dessous de pied, le mehndi aura tendance à être plus foncé.

## Vocabulaire
D'un point de vue sémantique, l'expression « tatouage au henné » souvent employée semble contradictoire dans ses termes, car le mehndi de henné est éphémère alors que le tatouage au sens habituel du terme est l'insertion chirurgicale et permanente de pigments dans le derme, dans la partie profonde de la peau.

## Risques pour la santé
Il n'existe aucun risque pour la santé quand le henné est naturel, mais les dermatologues observent un nombre croissant de réactions allergiques graves quand le henné ( ou henna ) n'est pas naturel.[réf. nécessaire]
L'allergie se traduit par une forte démangeaison au niveau du dessin, elle peut aussi être accompagnée par l'éruption de papules et de vésicules. Les réactions cutanées comme par exemple l'eczéma se produisent dans les 48 à 72 heures après la pose de la pâte de henné. Parfois, ces réactions peuvent aussi se faire longtemps après l'application, entre 7 et 15 jours après la pause. Elles vont alors laisser des cicatrices permanentes.
L'existence de ces possible risques allergènes est dû au fait que certains produits se composent de paraphénylènediamine ou phénylènediamine (PPD). Il s'agit d'une substance qui est ajoutée au henné pour obtenir un résultat plus foncé. Cette substance, qui représente la principale cause de risque allergène dans le henné, est illégale en France.

## Galerie d'images

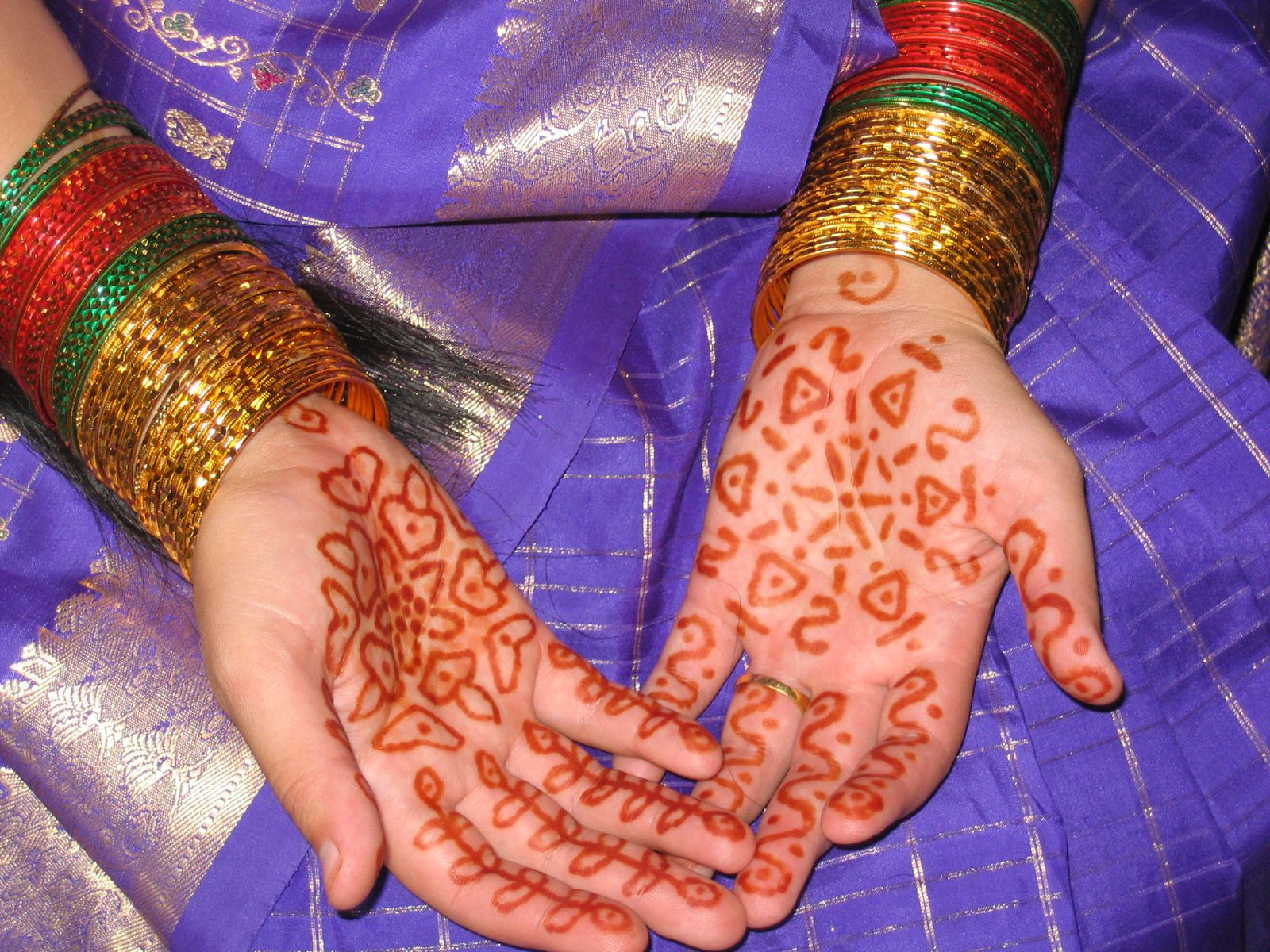
Mains d'une jeune mariée indienne décorées au henné.
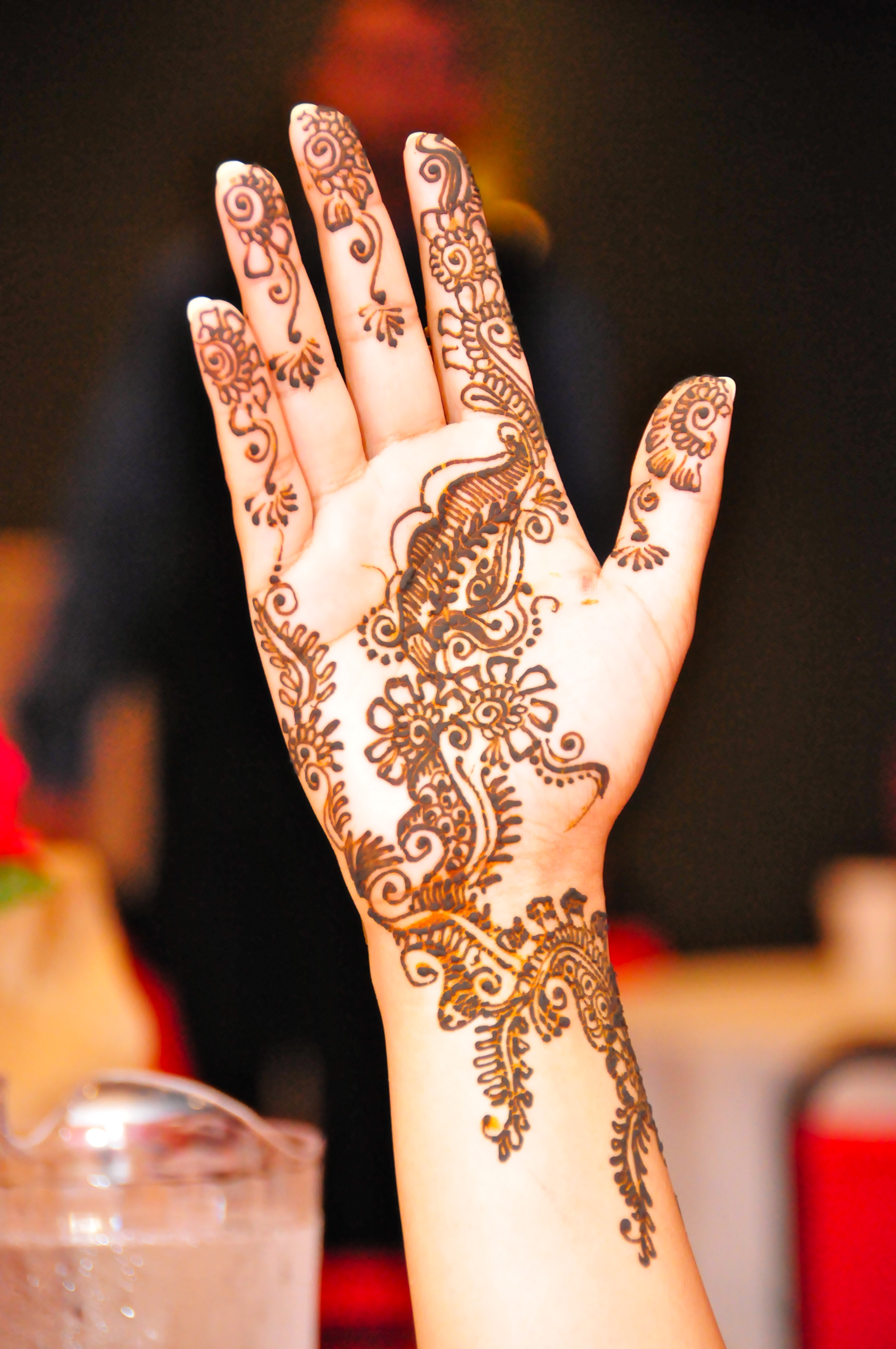
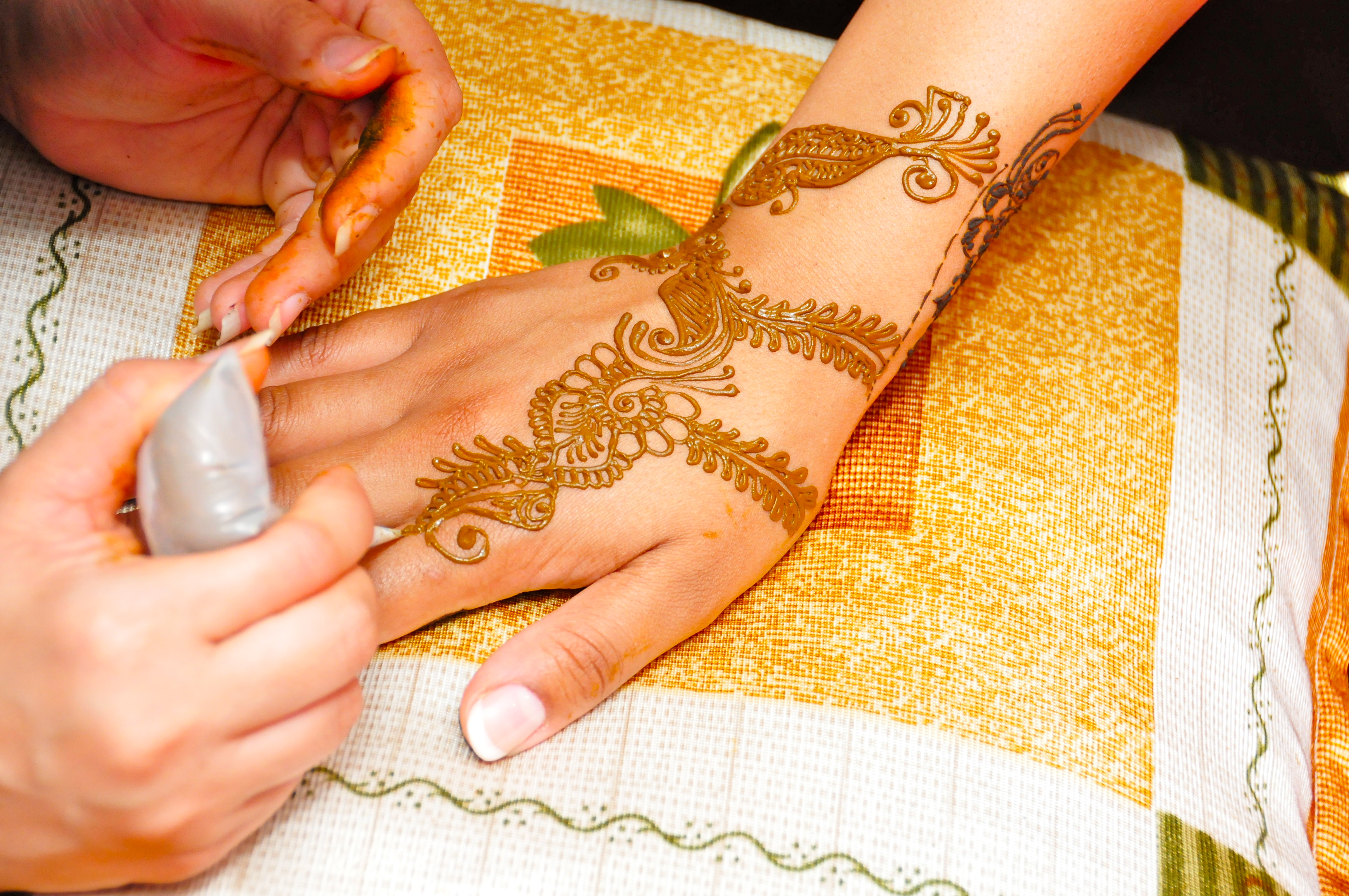
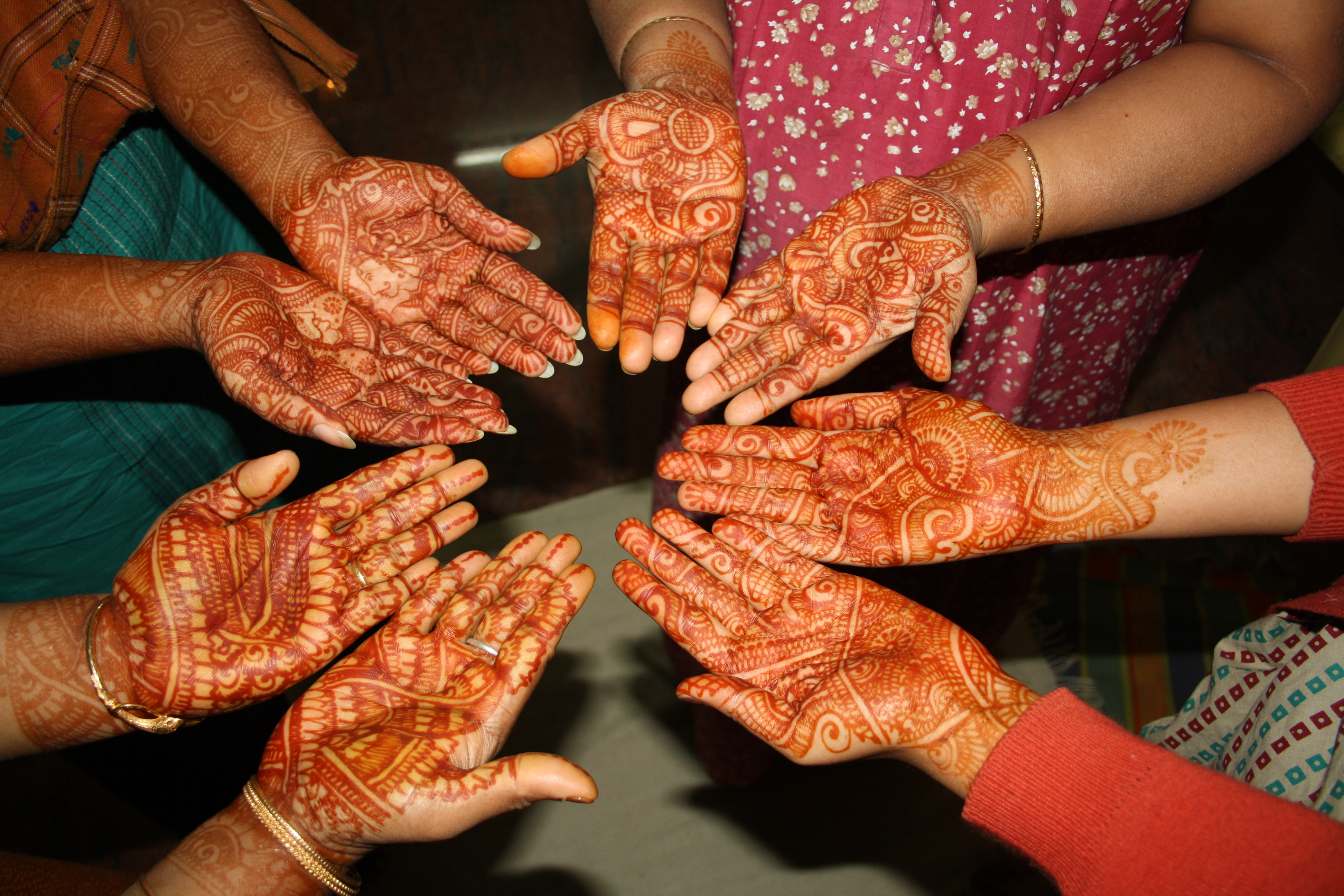
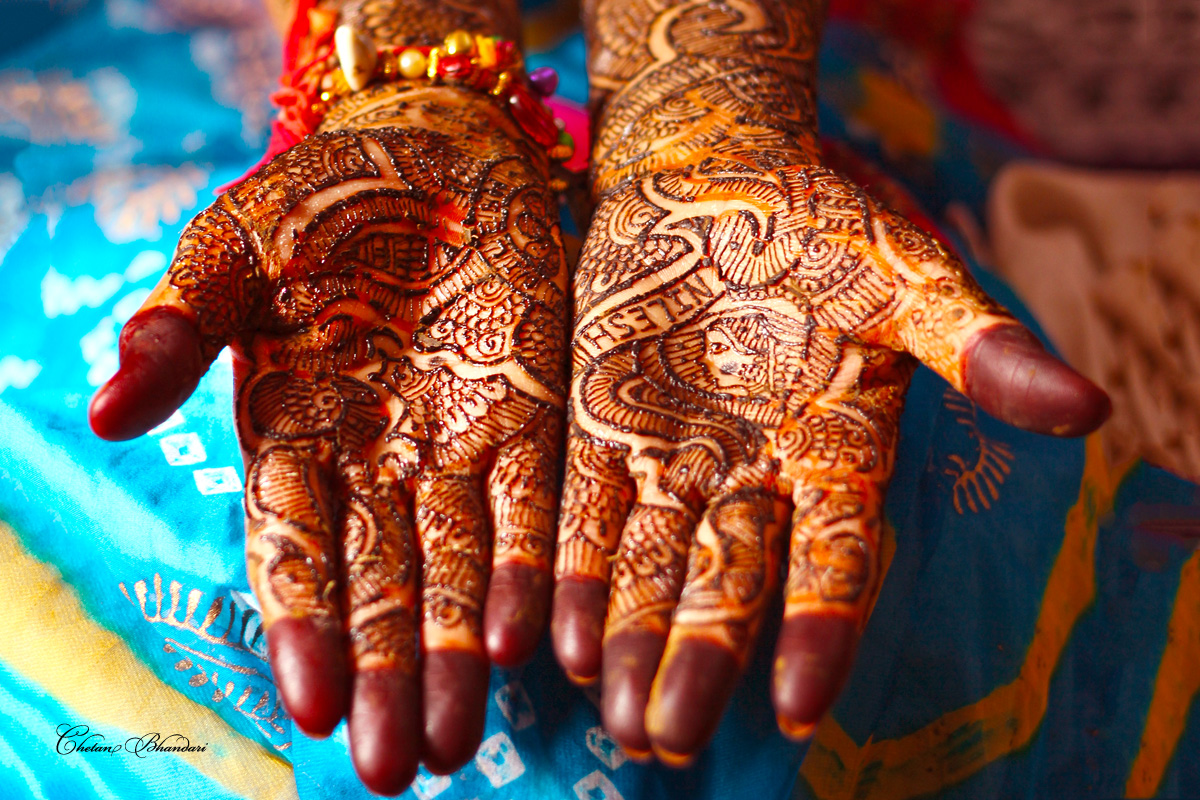
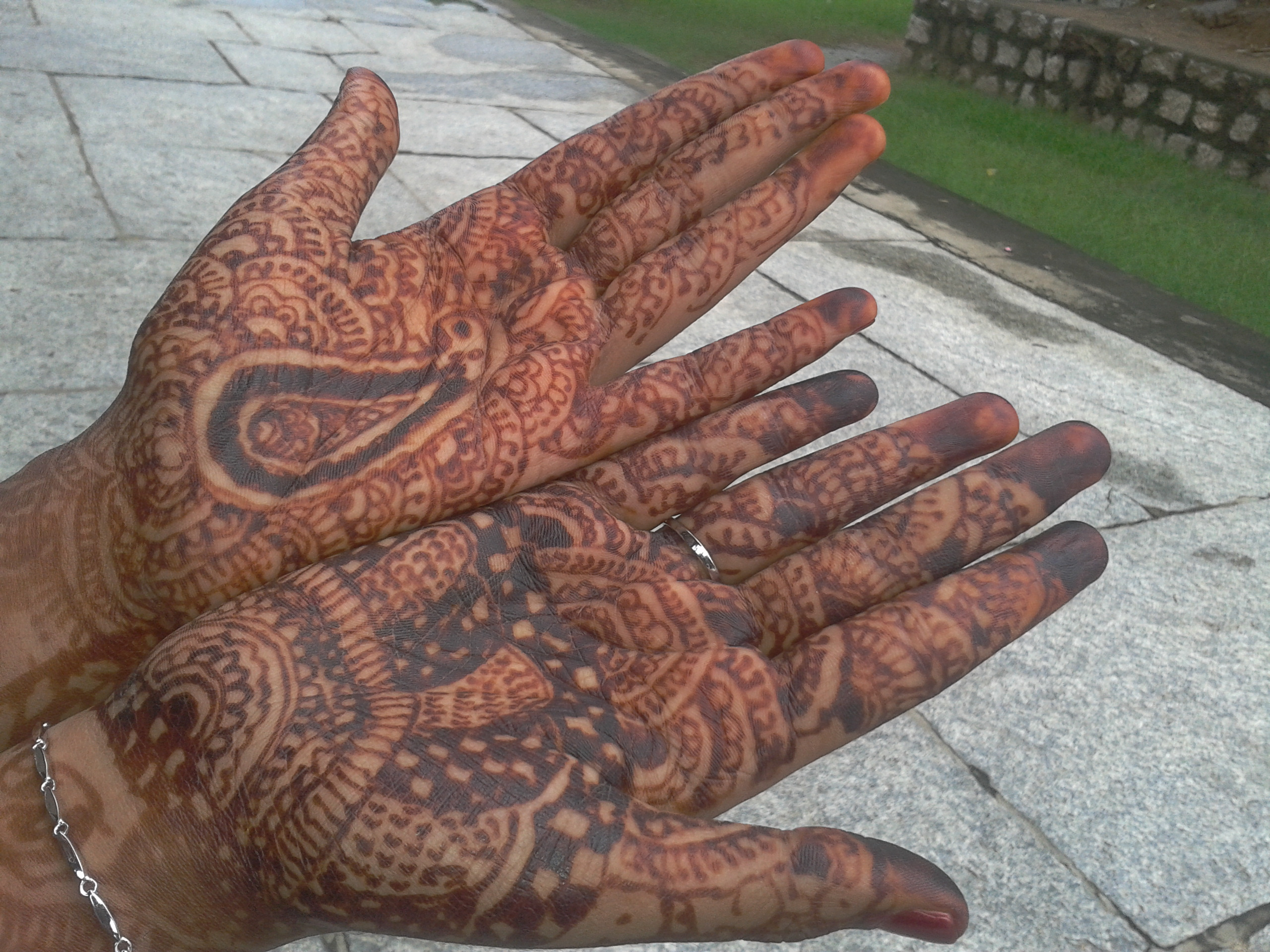
Décoration mehndī dans les mains.